# سينكا (نهر)
نهر سِنكة هو نهر في منطقة أرغون بإسبانيا، ينبع من جبال البرانس، ويصب في نهر سغري قبل أن يصب الأخير في نهر إبرة، ويمر بمدينة مونثون.